# Collier d'épaule
Pour les articles homonymes, voir Collier (homonymie).

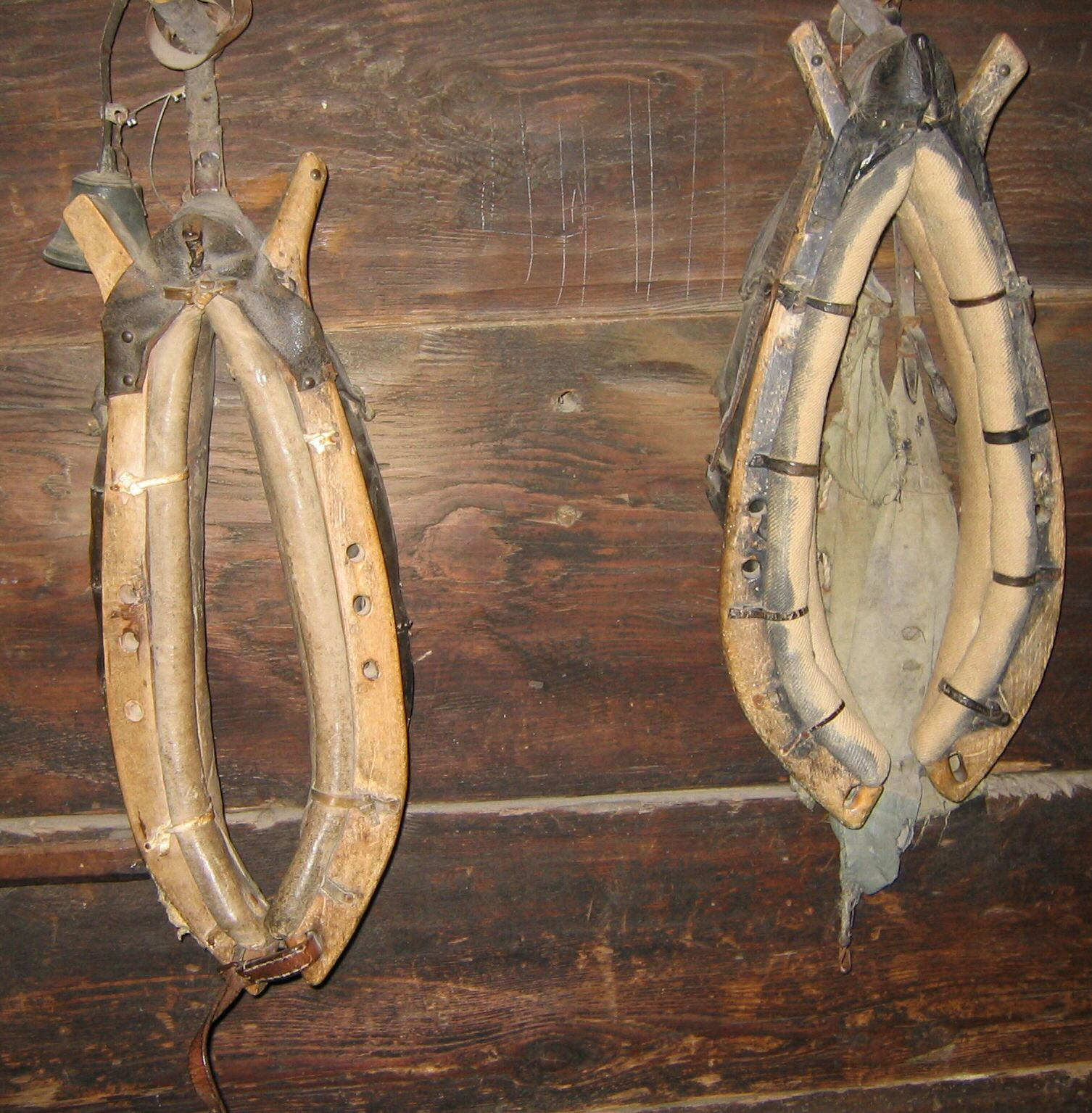
Deux colliers d'épaule

Le collier d'épaule est un élément du harnais du cheval attelé pour tirer une charge. Il se distingue notamment de la bricole, qui ne permet que des tractions légères, mais aussi du joug, qui est utilisé pour d'autres animaux de trait (bœufs, etc.).
L'apparition du collier semble s'être faite progressivement à partir de l'évolution des harnais du nord-ouest de l'Empire romain à partir des IIIe et IVe siècles de notre ère,. On le voit se répandre avec les attelages des équipages des armées carolingiennes au Xe siècle ; il sera utilisé dans les campagnes deux siècles plus tard.

## La thèse de Lefebvre des Noëttes et sa réfutation
On a longtemps pensé, à la suite des travaux de Richard Lefebvre des Noëttes (L'Attelage. Le cheval de selle à travers les âges. Contribution à l'histoire de l'esclavage, 1931) que son apparition autour de l'an mille avait bouleversé l'agriculture, parallèlement à l'invention de la charrue à soc dissymétrique. En se fondant notamment sur des gravures antiques, Lefebvre des Noëttes affirmait en effet que le collier d'épaule médiéval avait succédé au « collier de cou » (ou « de gorge ») antique. Selon lui, puisque celui-ci empêchait les animaux de tracter des charges trop lourdes (au risque de l'étouffement), il rendait l'énergie humaine (et notamment l'esclavage) préférable. L'invention du collier d'épaule aurait ainsi permis de se débarrasser de l'esclavage, le féodalisme lui succédant. Cette thèse a été popularisée dans le monde anglo-saxon par Lynn Townsend White, jr et Joseph Needham.
Depuis, outre les doutes émis envers une thèse fondée sur un déterminisme technique excessif, on a démontré non seulement la grande variété des harnais antiques, mais aussi la confusion entre deux types de harnais opérée par Lefebvre des Noëttes, qui le conduisit à les fusionner en un imaginaire « collier de cou » ,,,. Après P. Vigneron (Le cheval dans l'Antiquité romaine, 1968), J. Spruytte (1977) distingue ainsi plutôt entre un joug d'encolure (traction par les épaules) et un joug dorsal (traction par la masse du poitrail) . Le premier aurait donné le collier, le second la bricole. Aussi, selon Amouretti, ce n'est pas le collier d'épaule, mais la sélection animale, favorisant l'apparition de chevaux plus grands et plus forts, qui aurait permis leur usage en agriculture au Moyen Âge.

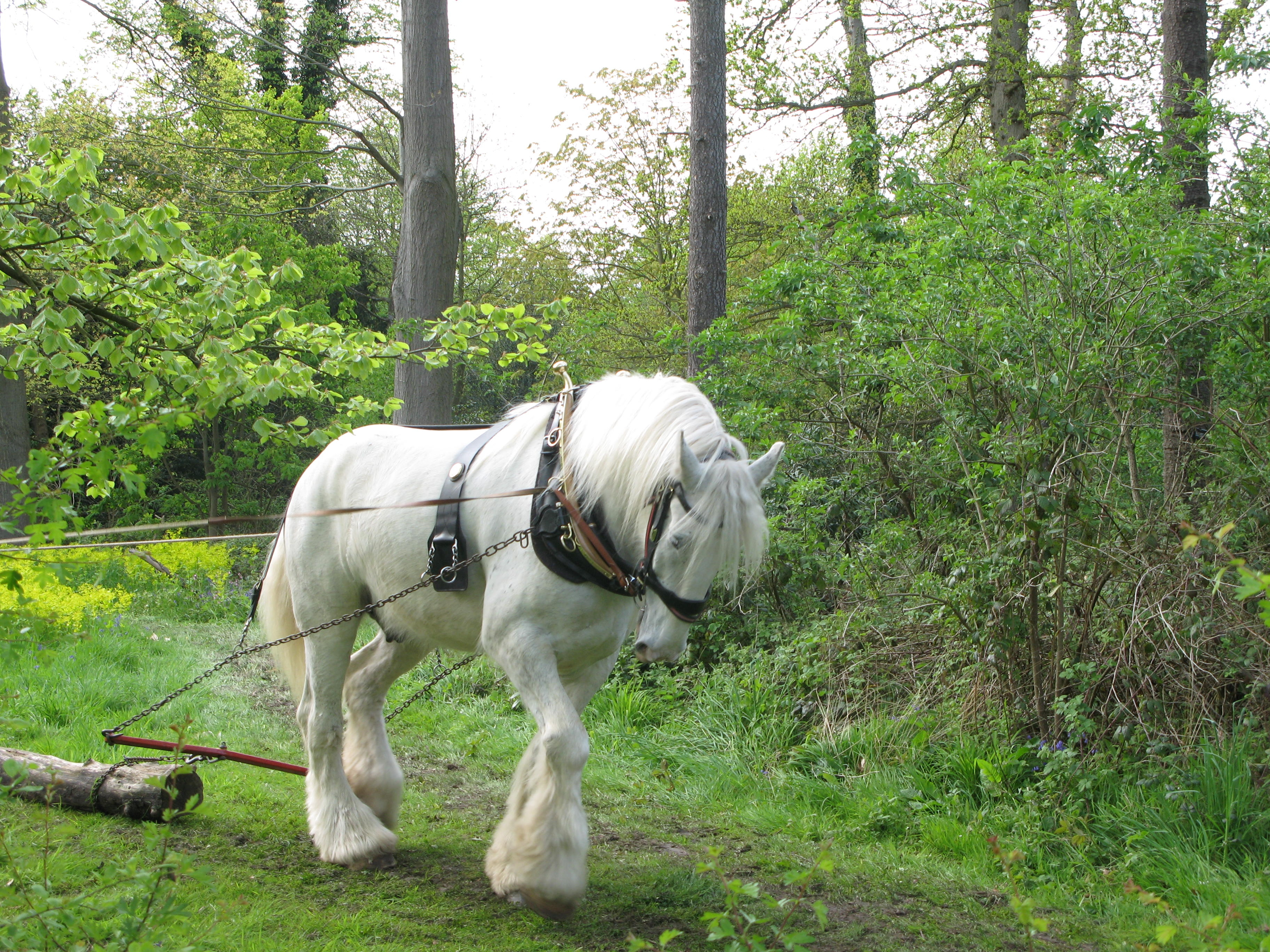
Débardage avec un cheval Shire équipé d'un collier.